# Гней Доміцій Афр
Гней Доміцій Афр (лат. Gnaeus Domitius Afer; 16 до н. е. — 59) — державний діяч, відомий красномовець й правник часів ранньої Римської імперії, консул-суффект 39 року.

## Життєпис
Походив з роду Доміціїв з м. Немаус (сучасний Нім, Франція) з провінції Нарбонська Галлія. Зробив кар'єру за часів імператора Тиберія. У 25 році став претором. У 26 році звинуватив Клавдію Пульхру, вдову Публія Квінтілія Вара в перелюбстві, чаклунстві та змові проти імператора. З цього моменту активно став виступати із звинуваченнями проти ворогів імператорів Тиберія, Калігули та Клавдія.
За правління імператора Калігули був звинувачений у змові проти останнього, проте Афр зумів у своїй промові виправдатися. У 39 році його призначено консулом-суффектом разом з Авлом Дідієм Галлом. У 49 році імператор Клавдій призначив Доміція Афра куратором водопостачання Риму. На цій посаді він перебував й за імператора Нерона. Помер у 59 році від проблем шлунку.
Мав численних учнів як серед адвокатів, так й серед красномовців. З останніх найвідомішим є Квінтіліан, що вважав Доміцій найкращим тогочасним оратором.

## Творчість
Відзначався численними промови як за так й проти звинувачених. З доробку Доміція відомі промови Pro Cloatilia («За Клотілія»), Pro Voluseno Catulo («За Волусена Катула»), Pro Laelia (За Лелія), Pro Taurinis («За Тавріна»), а також книги «Про заповіти», «Про свідків», «Urbane dicta».